# Église Notre-Dame de Cunault
Pour les articles homonymes, voir Notre-Dame.
Notre-Dame de Cunault est une église prieurale située sur l'ancienne commune de Cunault (actuellement Chênehutte-Trèves-Cunault) près de la Loire à une quinzaine de kilomètres de Saumur, en direction d'Angers. Elle est un chef-d'œuvre de l'architecture romane de l'Anjou du Moyen Âge.

## Historique
Le monastère est réputé fondé par saint Maxenceul, disciple de saint Martin de Tours évangélisateur de la région, dès le IVe siècle.
En 845 le monastère est donné par Vivien comte de Tours aux moines de saint Philibert dans leurs pérégrinations entre l'abbaye Saint-Philibert de Noirmoutier, 836, puis le monastère de Déas, 846 et l'abbaye Saint-Philibert de Tournus, 875, fuyant les incursions vikings, cette donation est confirmée par Charles II le Chauve. Après avoir fui le monastère de Déas en 846 ils vont rechercher le sarcophage et les reliques du saint en 858 et les installent à Cunault jusqu'en 862.
Les Normands remontants la Loire les moines reprennent leur pérégrination avec les reliques de  saint Philibert mais aussi de saint Maxenceul pour atteindre finalement Tournus en Bourgogne en 875. L'abbaye de Tournus devient alors le monastère "chef" de la congrégation, le prieuré de Cunault et ses dépendances reste cité au moins jusqu'au XIIe siècle comme constitutif de ce réseau monastique.
Après la fin des troubles liés aux incursions normandes des moines de saint Philibert rapportent les reliques de saint Maxenceul de Tournus et relèvent le prieuré qui va bénéficier des faveurs des seigneurs d'Anjou, Foulque IV le Rechin et Foulque Nerra ainsi que des taxes apportées par le port de Cunault, Des constructions de cette époque il ne reste que la tour-clocher du XIe siècle qui est intégrée dans les constructions romanes et gothique ultérieures.
Outre les reliques du saint fondateur l'abbatiale dédiée à Notre-Dame possède deux reliques réputées qui attirent de nombreux pèlerins : l'anneau de mariage de la Vierge, et une fiole contenant du lait de la Vierge,,
La reconstruction de l'église prieurale, visible aujourd'hui, préserve le clocher roman de l'édifice précédent et commence au  début du XIIe siècle par le chœur et le chevet et se poursuit jusqu'au début du XIIIe siècle avec la nef dont les dernières travées sont de style gothique angevin.
Le prieuré subit les troubles de la guerre de Cent Ans, il est fortifié à cette occasion en modifiant l'architecture haute de la construction. Les marques de ces fortifications, restaurées au XIXe, sont reconnaissables sur la façade.
Il tombe sous le régime de la commende dès la fin du XIVe et décline ensuite.
Pendant les guerres de Religion les huguenots dévastent le prieuré et jettent le reliquaire dit "chasse de saint Maxenceul" dans la Loire, il sera miraculeusement repêché.
En 1715 il ne reste que cinq moines; en 1741 le prieuré est supprimé et ses biens rattachés au séminaire d'Angers. L'église devient progressivement affectée au service paroissial, en 1749 un mur sépare la nef qui reste affectée au culte et le chœur et l'abside qui sont vendus et transformés en remise et en grange.
En 1754, la nef devient la nouvelle église paroissiale de Cunault, en remplacement de l'église paroissiale Saint-Maxenceul, détruite cette année-là par un ouragan. Les ruines vestiges de l'église Saint-Maxenceul située sur la colline entourée du cimetière font l'objet d'un classement au titre des monuments historiques depuis le 9 avril 1946.
En 1789, lors de la Révolution française, les bâtiments sont vendus comme biens nationaux.
Prosper Mérimée, inspecteur des Monuments Historiques, écrit de Tours le 10 juillet 1840 à son prédécesseur Ludovic Vitet : 
"Vous savez que le chœur de Cunault appartient à un M. Dupuis Charlemagne, possesseur de 3 à 4 millions, très célèbre pour son avarice à Saumur (...). Le chœur est dans un état pitoyable. M. Dupuis y serre des fagots et des futailles, et pour la commodité de ses ouvriers (il) a fait percer deux portes ou plutôt deux brèches dans les murailles nord et sud. Les piliers sont tous écornés et les soubassements du chœur presque entièrement démoli".
(La route de Mérimée - correspondance et patrimoine, les Editions du Huitième Jour, 2006, p. 142).
Il obtient le classement de Notre-Dame de Cunault au titre des monuments historiques en 1846. Elle est rachetée par le département et remis à la commune dans les années 1840, commencent alors trente ans de restauration sous la direction de Charles Joly-Leterme lui rendant son état primitif.
Les cloches de la cathédrale Notre-Dame-des-Sept-Douleurs de Constantine (Algérie) sont installées dans son clocher à la fin de la guerre d'Algérie nécessitant la construction d'une solide charpente ; le carillon est inauguré en 1966.

## Description

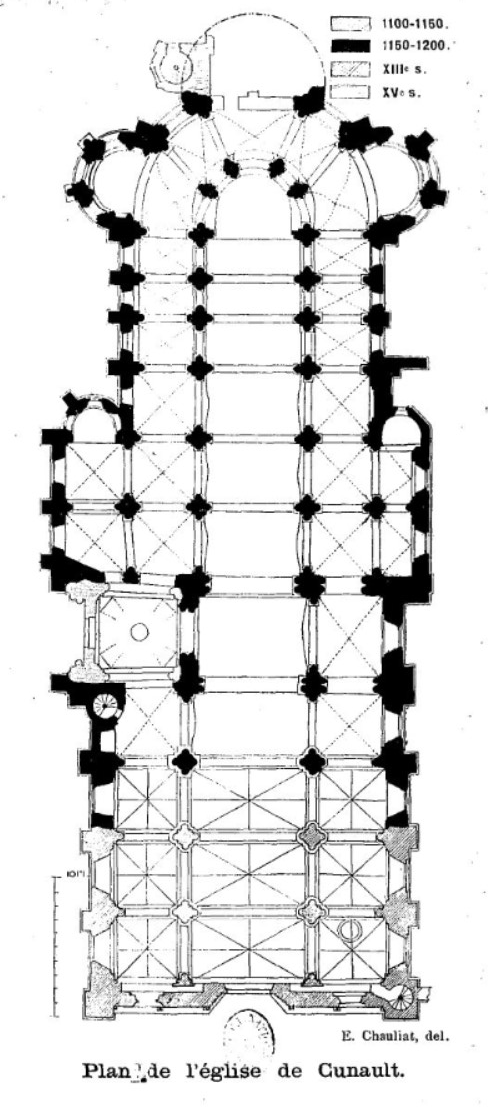
Plan de l'église de Cunault 1910 par E. Chauliat.

L'église est parfaitement orientée, au solstice d'été, au coucher, le soleil entre par la fenêtre centrale de la façade occidentale et son rayon touche le fond du chœur 70 mètres plus loin. 
Construite en pierre de tuffeau rendue célèbre par son utilisation dans les châteaux de la Loire, son plan est caractérisé par une haute nef triple très longue, une quasi-absence de transept et un chœur qui se prolongeait par une chapelle axiale détruite probablement au XIVe quand l'église est fortifiée.
Les trois travées plus occidentales de la nef de cette église-halle sont couvertes de voûtes angevines.
Elle mesure 73 mètres sur 27 dans sa plus grande largeur. Située à 90 mètres de la rive de la Loire elle est bordée par une propriété privée rendant inaccessible l'extérieur d'une partie du chevet et sa face sud.

### Extérieur
La collégiale se découvre par sa face nord centrée par le clocher roman du XIe, partie la plus ancienne de l'édifice. Cette tour carrée se situe au nord de la cinquième travée de la nef. Encadré de deux contreforts plus récents, le niveau inférieur comporte une grande arcade en plein cintre portée par deux colonnes à chapiteaux sculptés représentant à gauche l'annonciation et à droite la tentation. il est ouvert à sa base par le portail nord en plein cintre. Au-dessus trois séries d'arcades étagées en retrait successif sont surmontées d'une flèche pyramidale encadrée par quatre lanternons du XIVe. Au premier étage cinq baies aveugles correspondent à l'intérieur à la coupole, au-dessus, séparés par une corniche aux motifs géométriques en damier et des modillons encadrants des métopes sculptées, trois grandes baies en plein cintre très travaillées avec décors géométriques et pieds-droits sculptés sont surmontées d'un dernier étage de quatre baies avec encore corniche à damiers, modillons et métopes.
De part et d'autre de la tour se situent à l'ouest les quatre premières travées de la nef et trois grandes fenêtres correspondant aux trois travées plantagenet , à l'est une chapelle latérale orientée avec absidiole s'appuyant au clocher puis quatre travées du chœur suivie de la chapelle rayonnante nord dont l'axe est presque perpendiculaire à l'axe du chœur. Les ouvertures de l'absidiole nord sont séparées par des contreforts-colonnes, elles sont surmontées par des arcatures lombardes avec colonnes, chapiteaux sculptés et une frise avec modillons figuratifs.
La façade occidentale du XIIIe siècle est large et rectangulaire comme les églises poitevines. Au niveau inférieur deux paires d'arcs ogivaux aveugles reposant sur des colonnettes encadrent le portail en plein cintre à cinq voussures reposant sur des colonnettes. Il est orné d'un tympan montrant une Vierge à l'enfant assise de face sur un riche fauteuil encadrée par deux anges. Au-dessus trois fenêtres en tiers-point correspondent à la nef et les deux bas-côtés, la plus grande au centre est ornée d'un remplage flamboyant posé secondairement. l'ensemble est surmonté de créneaux et encadré de deux tours défensives datant de la fortification du prieuré au XVe siècle pendant la guerre de Cent Ans. Elle est restaurée au XIXe siècle,,.
En face, le logis de Pierre Cottereau ou maison du prieur construit au XVIe, vers 1510, présente une élégante façade Renaissance en pierre de tuffeau avec fenêtres à meneaux finement ciselées. Il fait l'objet d'une inscription au titre des monuments historiques en date du 31 mars 1926. Il a servi de logement aux moines devenus peu nombreux. Il ne subsiste rien des autres constructions du couvent.

### Intérieur
Après avoir franchi le portail occidental l'accès à la nef se fait par la descente d'une quinzaine de marches. Cette triple nef très haute avec des collatéraux presque aussi haut que le vaisseau central est très lumineuse. Il n'y a pas de crypte.

#### Architecture
La construction romane commencée par le chœur vers 1100, intègre le clocher XIe de l'église précédente dans le collatéral nord de la cinquième travée pour s'achever par les trois premières travées gothique en 1170 et la façade au début du XIIIe siècle. La largeur de la nef diminue légèrement en se rapprochant du chœur.
Les trois travées occidentales ont des voûtes de style plantagenet pour le vaisseau central et les deux collatéraux, les clés de voûte représentent saint Pierre, la Trinité et l'annonciation. Les cinq travées suivantes du vaisseau central sont voûtées en berceau légèrement brisé et les collatéraux voûtés d'arêtes sauf le collatéral nord de la cinquième travée correspondant à la tour-clocher qui est voûté d'une coupole sur trompe. Les collatéraux des deux travées suivantes sont redoublés et se terminent en absidiole formant au nord et au sud deux chapelles orientées et une ébauche de transept,.
Les trois travées droites du chœur succèdent aux huit travées de la nef après quelques marches. leur construction est similaire mais étant un peu moins larges la brisure de la voûte est plus accentuée. Le chœur est entouré d'un déambulatoire voûté d'arêtes. Le rond-point qui suit les trois travées est voûté en cul de four. Les trois absidioles rayonnantes du chevet sont en hémicycle voûtée en cul de four, elles ont une disposition particulière, les latérales sont presque perpendiculaires à l'axe. l'absidiole de l'axe est remplacée par une chapelle rectangulaire au moment de la fortification de l'église puis supprimée à la Révolution française remplacée par un mur droit fermant le chevet,.

#### Décor
Malgré les vicissitudes : désacralisation du chœur jusqu'à la restauration du début du XIXe siècle et infiltrations qui continuent à dégrader les peintures murales au XIXe, les sculptures des 223 chapiteaux et ce qui reste du décor peint principalement au XVe siècle font la renommée de la prieurale

##### Chapiteaux
La majorité des décors sur les chapiteaux sont végétaux ou ornementaux, une quinzaine sont cependant historiés principalement dans le chœur et les travées orientales de la nef. Leur étude détaillée retrouve trois périodes : tout début du XIIe, entre 1124 et 1140 et fin du XIIe siècle, correspondant aux époques estimés de construction. Certains portent encore des traces de polychromie.

##### Peintures murales
Le mur intérieur de la façade occidentale est entièrement peint mais les peintures très dégradées. Les images sont encadrées alternant avec des motifs géométriques. Des cavaliers, probablement des archanges occupent le registre supérieur, au-dessous peuvent se reconnaître les deux saints patrons de l'abbaye Saint-Philibert de Tournus : saint Philibert et saint Valérien, plus bas encadrent la porte saint Pèlerin et probablement un saint Christophe.
Le deuxième ensemble de peintures conservées est sur l'axe entre l'entrée de la façade nord et l'ancienne porte des moines. Celle-ci est surmontée du panneau le plus grand et le mieux conservé : la Transfiguration : on reconnait à droite la Jérusalem céleste au centre Jésus debout dans sa gloire encadré de Moïse et d'Élie et à gauche des apôtres dont Matthieu qui fait le récit de la scène. Dans la même travée, sur des piliers, encadrés en buste, sont figurés saint Germain, saint Sébastien et sainte Émérance. Cet ensemble est attribué aujourd'hui à un même atelier au XVe siècle. D'une autre facture, dans la même travée, plusieurs fois restauré mais également du XVe, un grand saint Christophe traverse une rivière poissonneuse portant l'Enfant Jésus.
Les deux absidioles rayonnantes évoquent au nord la venue du Messie, « entrevu par les Sibylles annoncé par les Prophètes et proclamé par les Évangélistes », et au sud le Jugement dernier. Dans l'absidiole nord le Messie et les Sibylles ont disparu de la voûte au cours des restaurations du XIXe on peut reconnaître les symboles des évangélistes et les prophètes. Dans l'absidiole sud cinq corps sortent de leur tombe annoncés par des anges sonnant de la trompette mais surtout un délicat floral et végétal orne les embrasures des fenêtres,.
Une litre seigneuriale aux armes des Stapleton seigneurs de Trèves et de Gennes date de 1776. Les peintures murales sont classées MH dès 1840. 

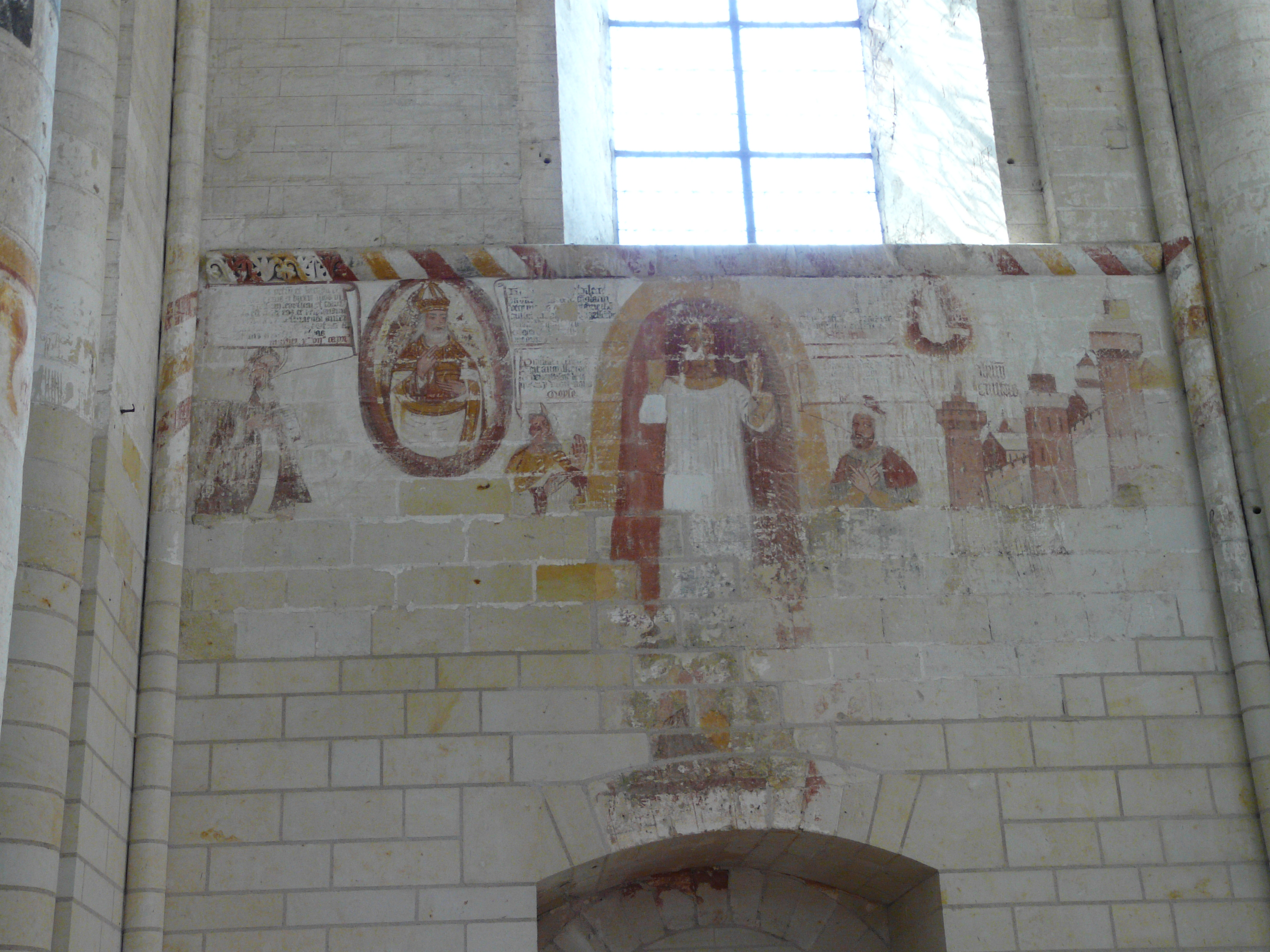
Ancienne porte des moines, La transfiguration.
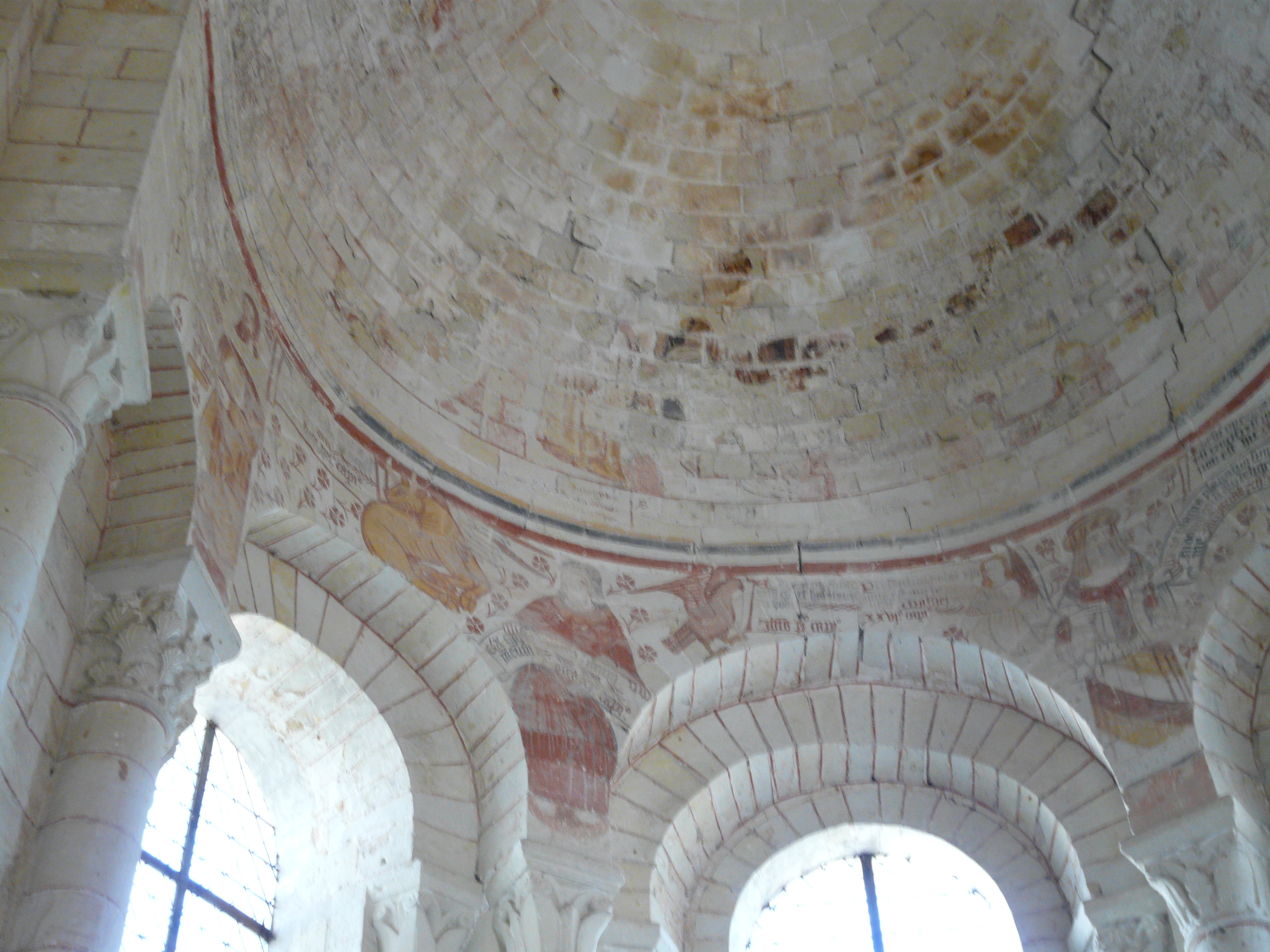
Abside chapelle rayonnante nord, Les prophètes.
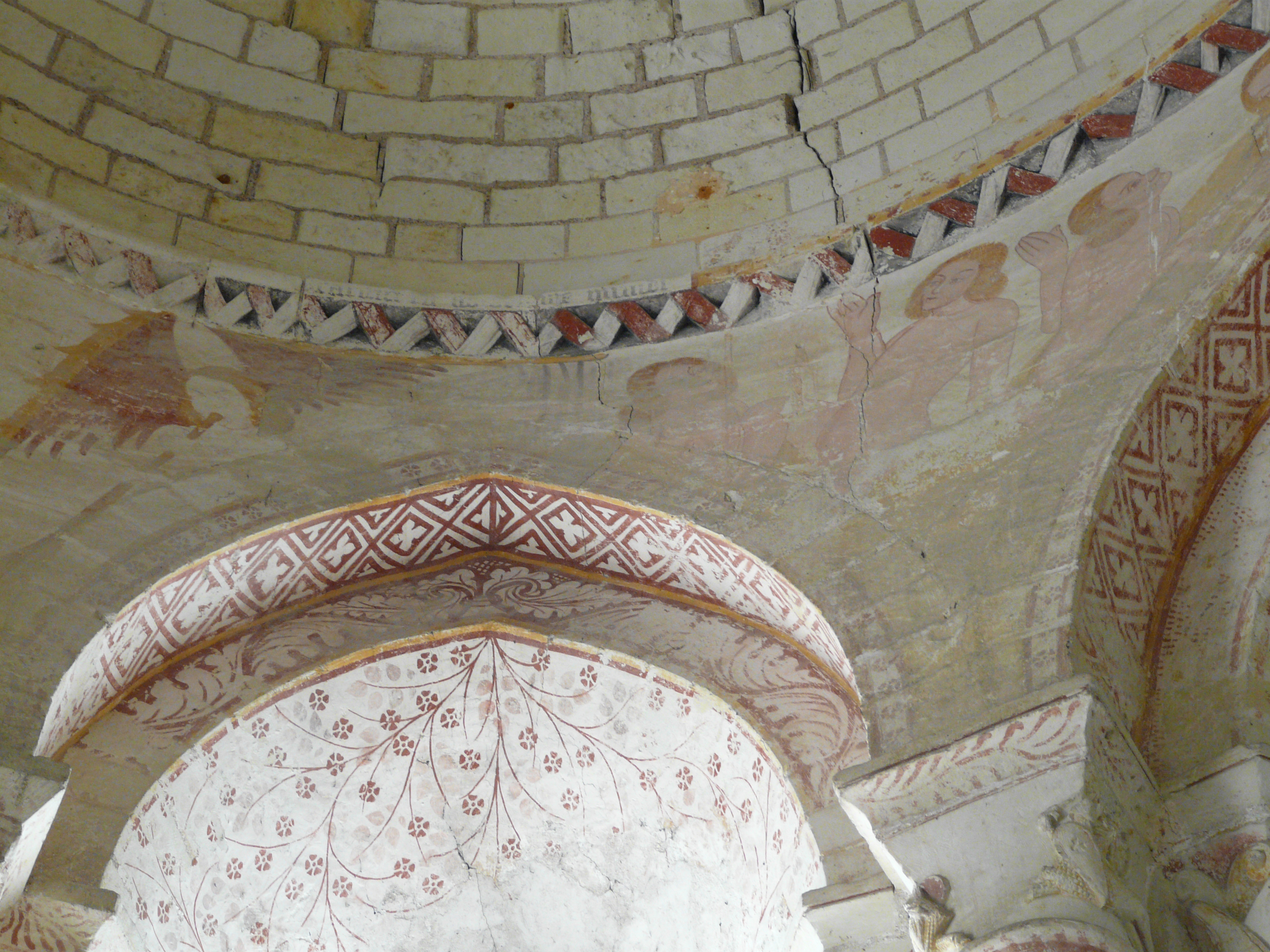
Abside chapelle rayonnante sud, Résurrection des morts et décor végétal.
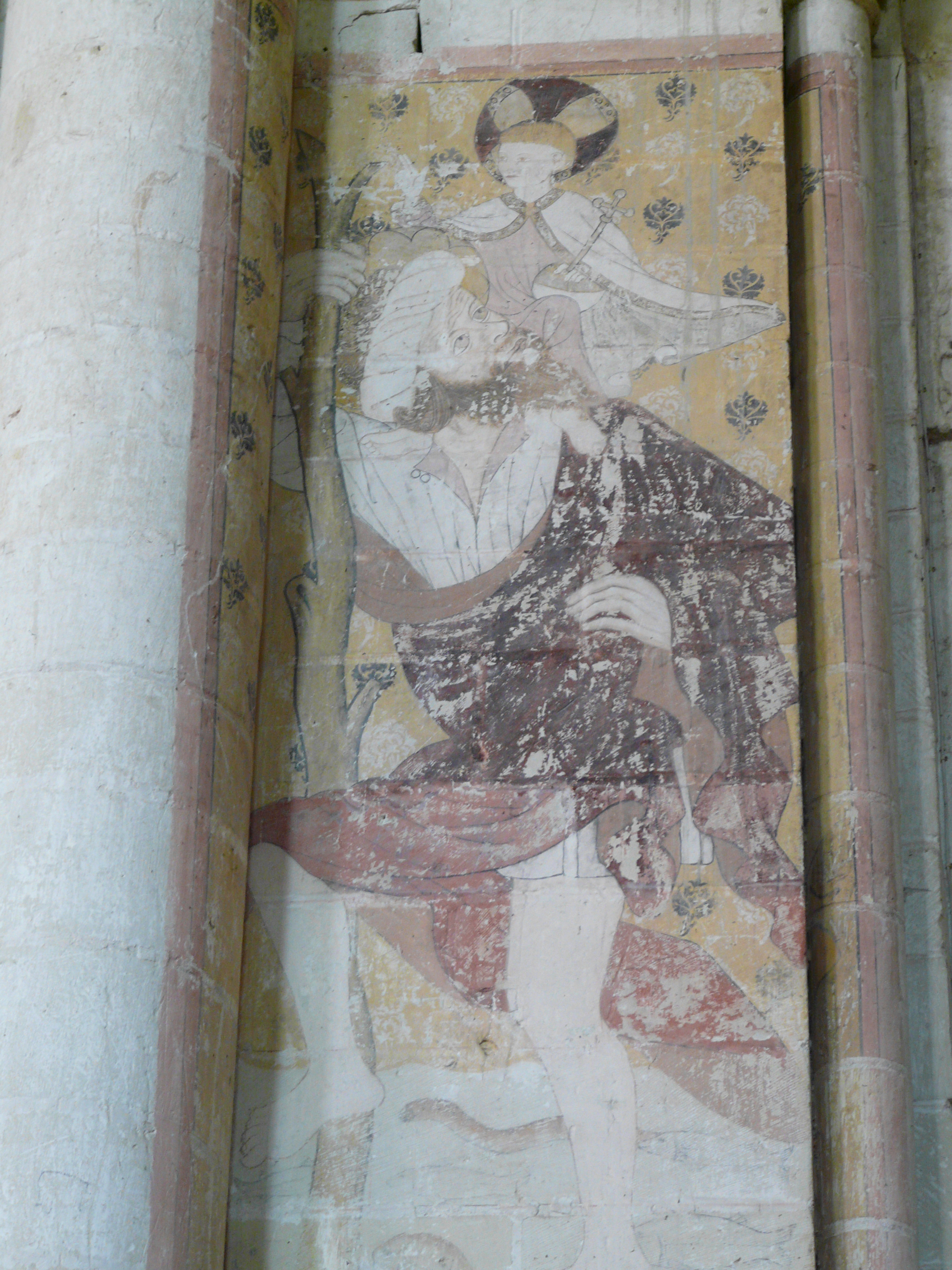
Pilier porche de l'entrée nord, saint Christophe.
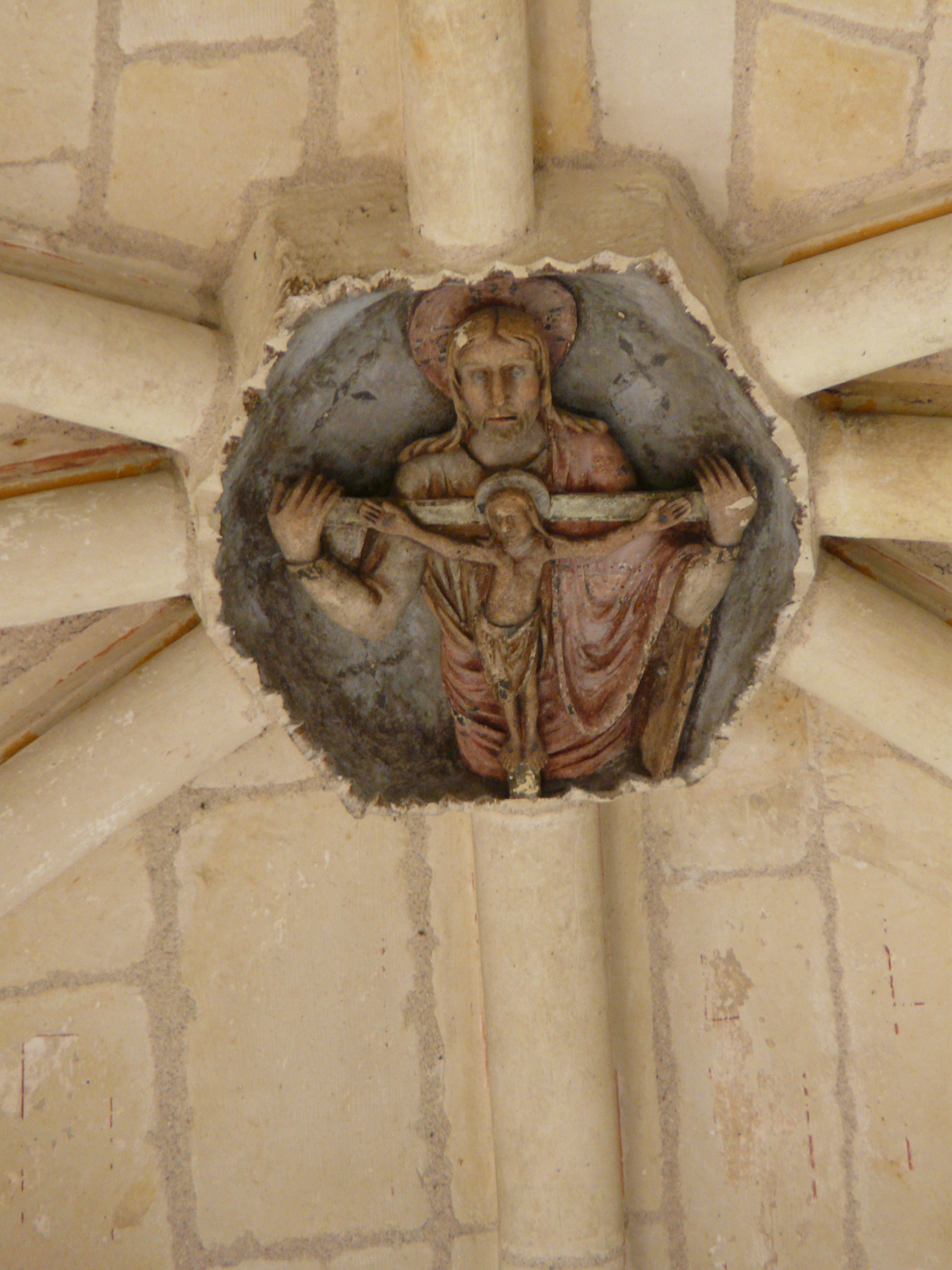
Clé de voûte plantagenet, La Trinité.
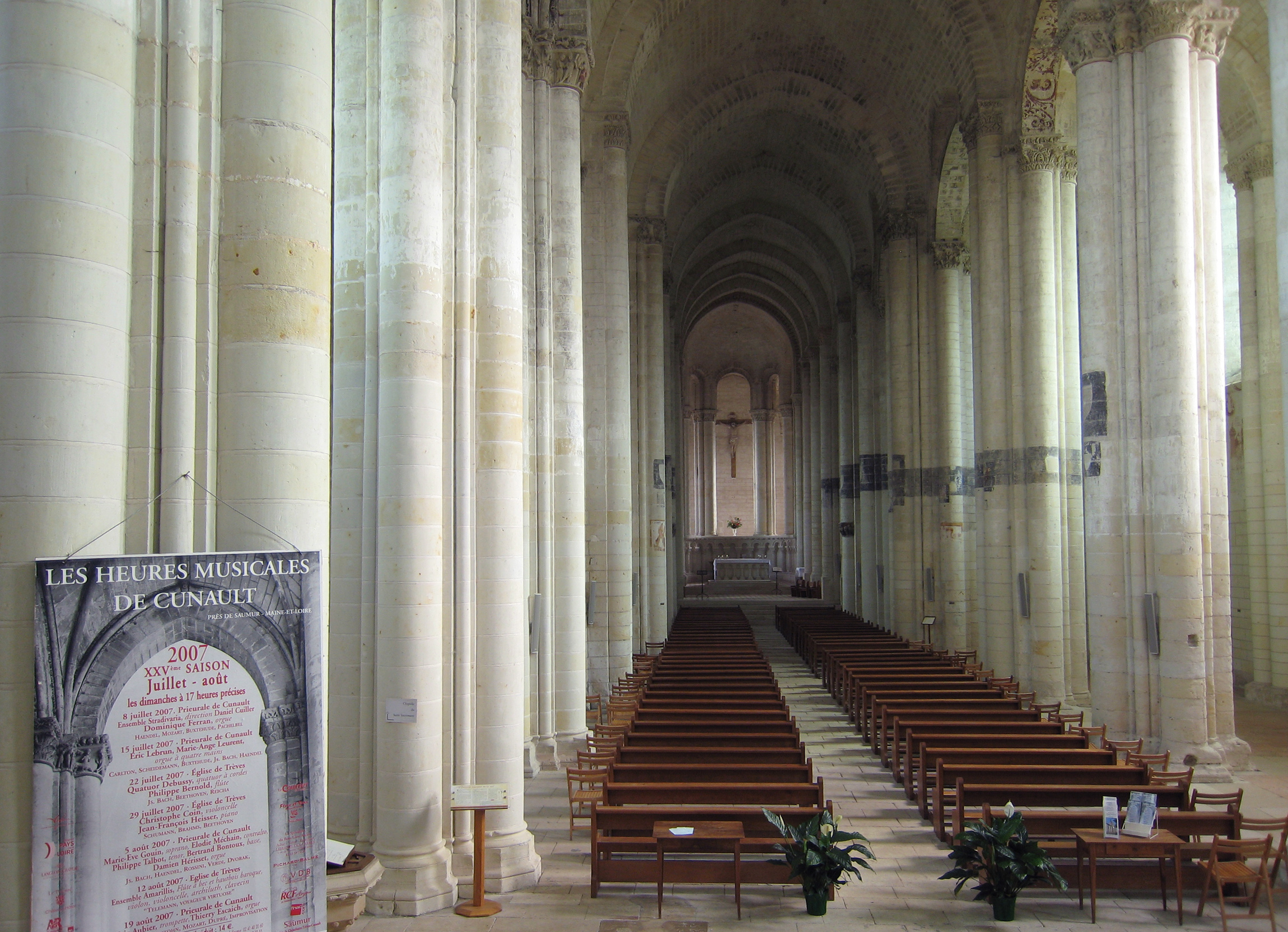
Litre seigneuriale des Stapleton (en noir).

### Mobilier

#### Châsse dite de saint Maxenceul
La châsse-reliquaire dite de saint Maxenceul, datée du XIIIe siècle, placée dans la chapelle méridionale, est une œuvre de style gothique de 116 cm sur 33 et 65 de haut sculptée dans deux morceaux d'un même tronc de noyer en forme de chapelle dont chaque côté est ornée de six arcades en plein cintre encadrant la représentations des apôtres, sur le toit le christ en majesté accosté d'anges et sur une façade en trois registres la dormition, l'ensevelissement et l'assomption de la Vierge. Sans aucune représentation de saint Maxenceul ce reliquaire qui apparait comme le plus important de cette église dédiée à Notre-Dame contenait probablement initialement les reliques vénérées de Marie avant de recevoir celle du fondateur local. Elle subit la fureur iconoclaste des huguenots qui la jettent dans la Loire pendant le pillage du prieuré  en 1562. Recouverte d'une feuille d'argent puis d'une polychromie elle bénéficie de plusieurs restaurations au XVe et au XIXe, classée le 11 janvier 1897 elle fait l'objet de deux nouvelles restaurations en 1953 et 1990.

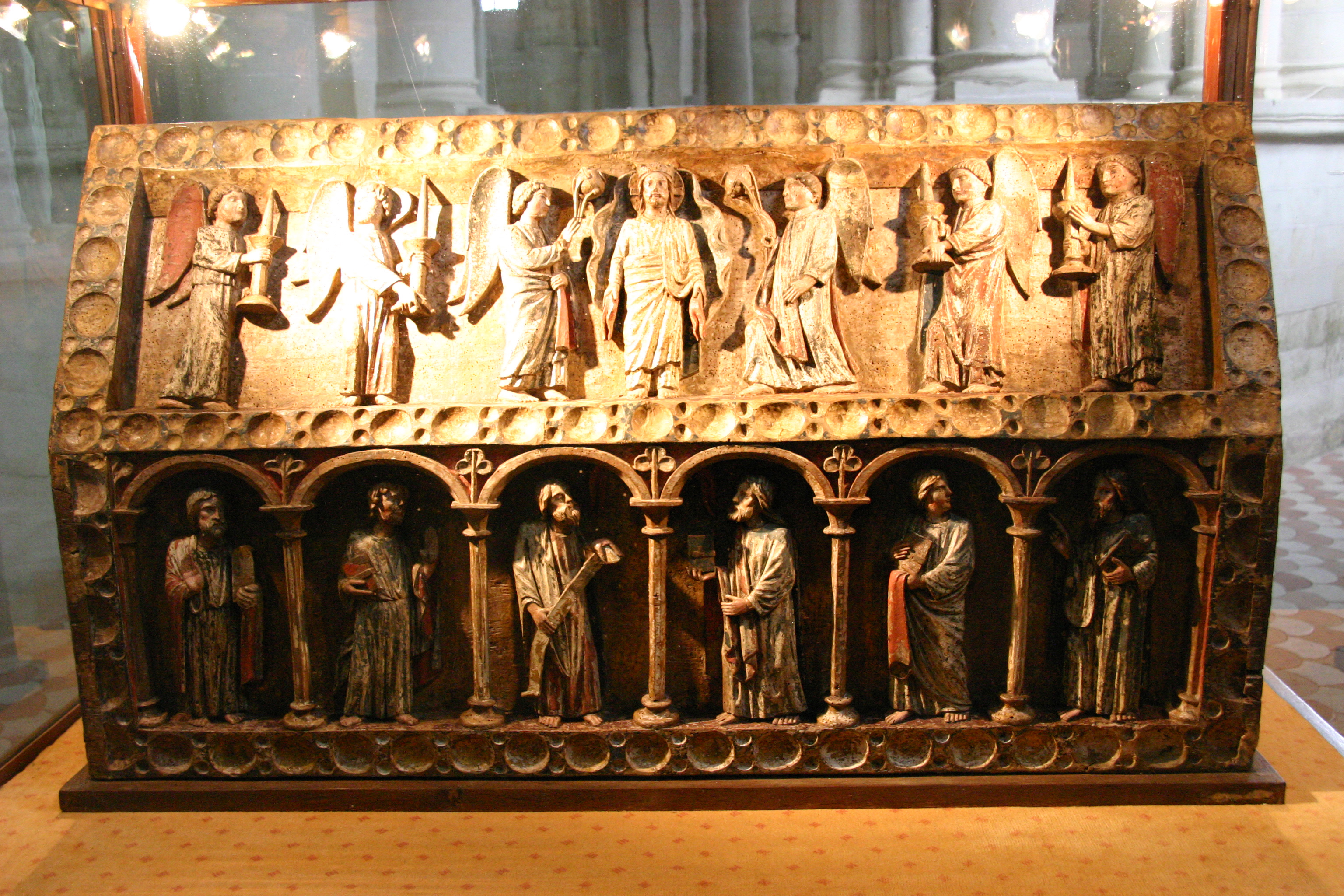
Châsse reliquaire 13e.
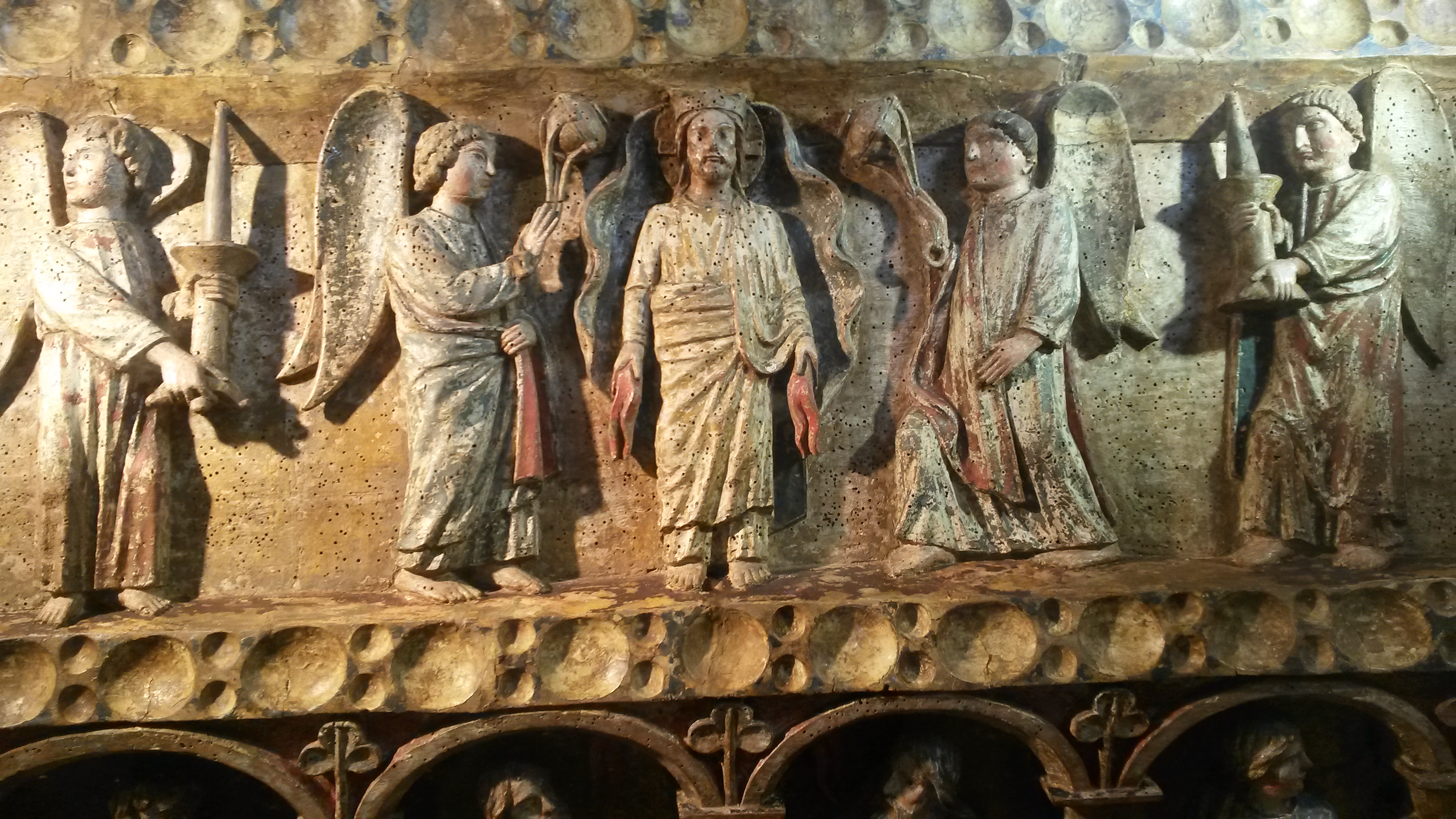
Christ en majesté et anges thuriféraire
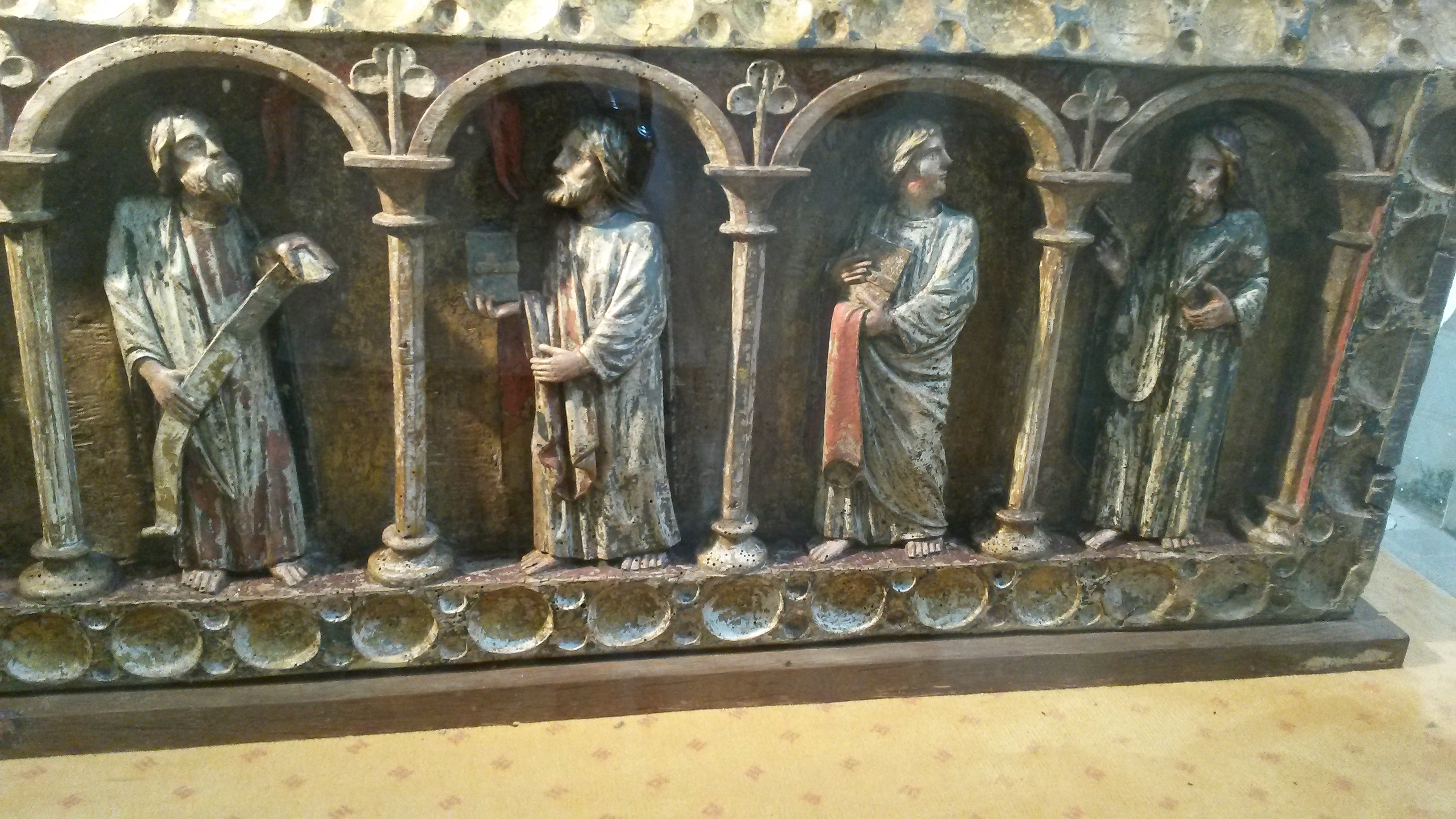
Les apôtres
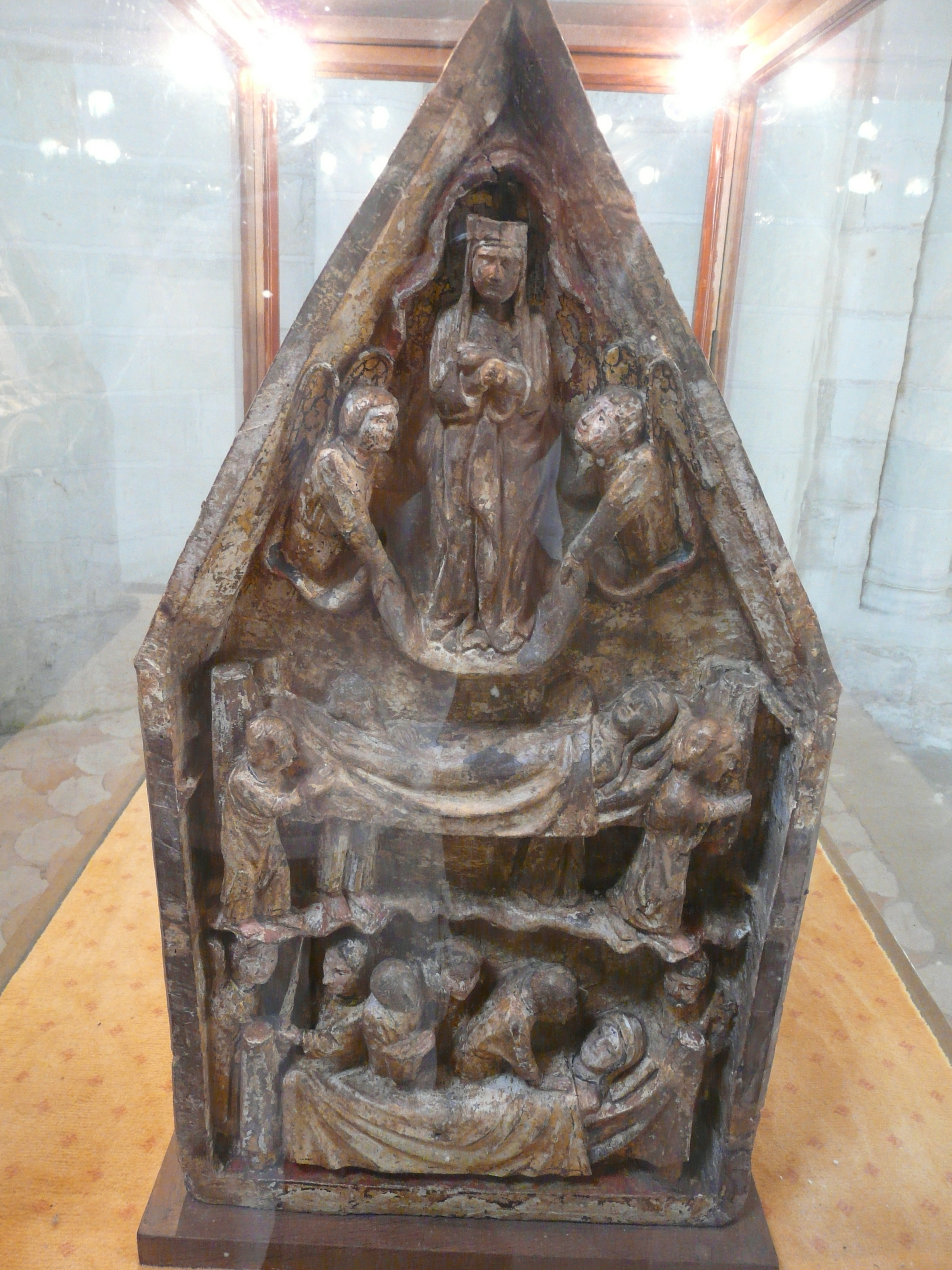
Dormition, ensevelissement et assomption de la Vierge.

#### Statuaire et fonts baptismaux
Une cuve baptismale en marbre rouge du XIIe siècle est un des objets les plus anciens conservés dans l'église. Une Pietà du XVIe siècle en pierre est installée dans un lavabo liturgique du déambulatoire. Une statue en bois polychrome de sainte Catherine couronnée du XVe siècle la montre avec ses deux attributs : le glaive et la roue de son supplice.

#### Chapier
Placé dans la partie nord du déambulatoire ce meuble de sacristie sur pieds du XVe siècle permet de ranger à plat les vêtements sacerdotaux.

#### Orgue
Une tribune de style XVe classée en 1840 se révèle une fausse tribune, démontée elle est déclassée en 1956. Les Amis de Notre-Dame de Cunault contribuent à la construction d'un orgue, commandé en 1972 il est réalisé par le facteur Jean Loup Boisseau et inauguré en 1977. Deux particularités le caractérisent : son installation de plain-pied entre deux piliers du transept sud et la proportion importante de jeux d'anche placés en chamade. Il est le support de deux manifestations musicales organisée par les Amis de Notre-Dame de Cunault : Le mai de l'orgue et Les heures musicales de Cunault.

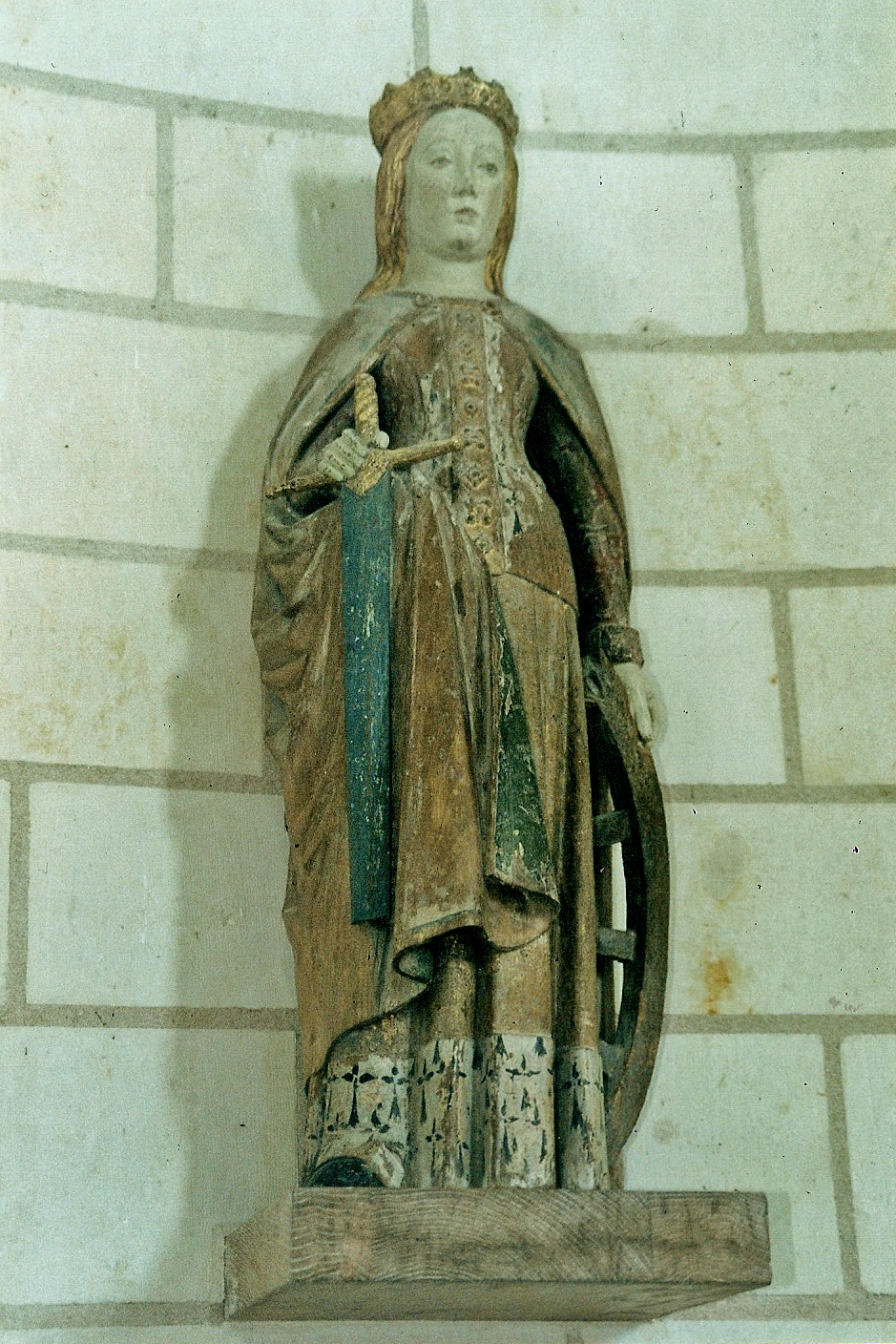
Sainte Catherine 15e.
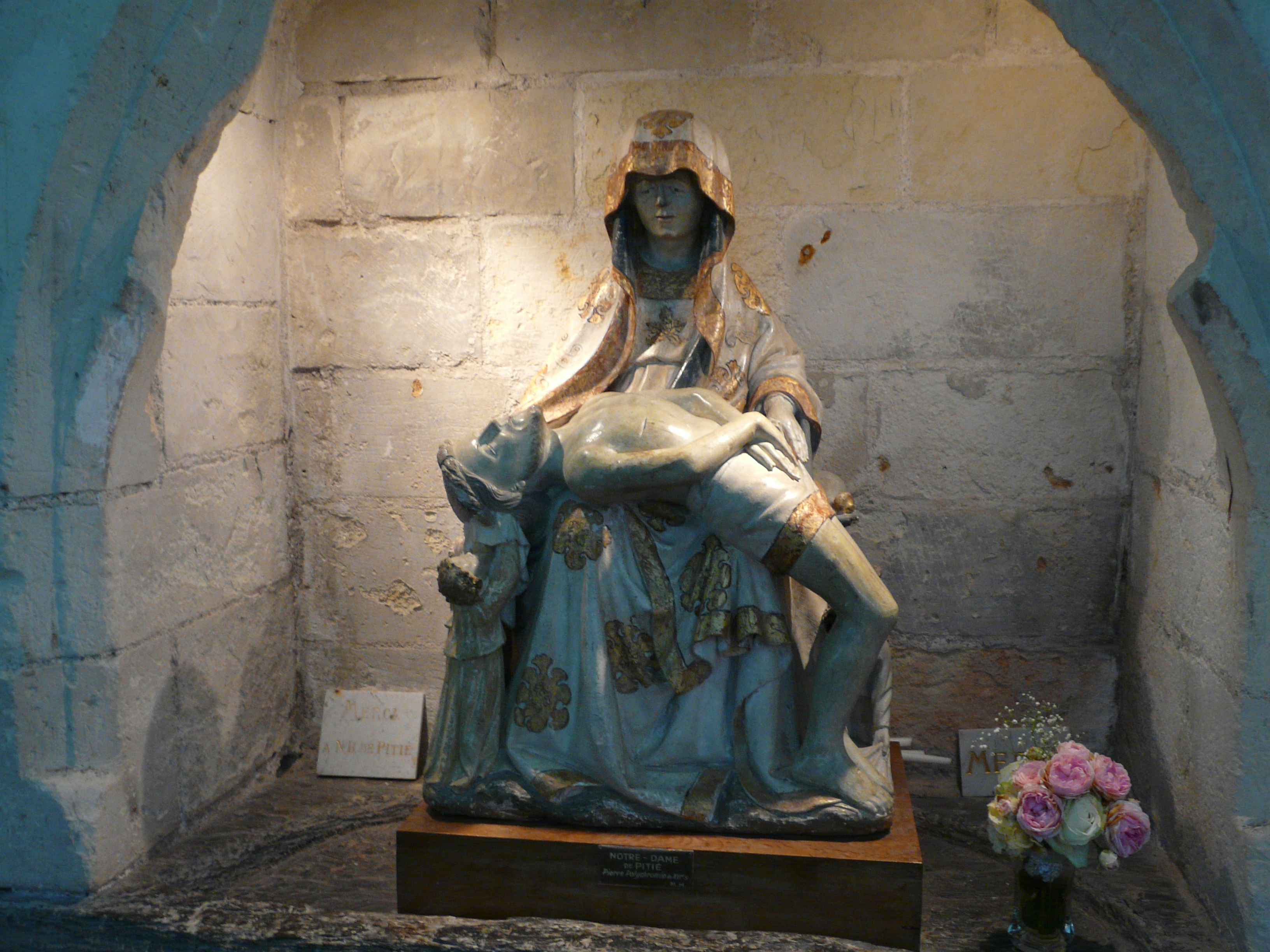
Pietà dans un lavabo liturgique 16e.
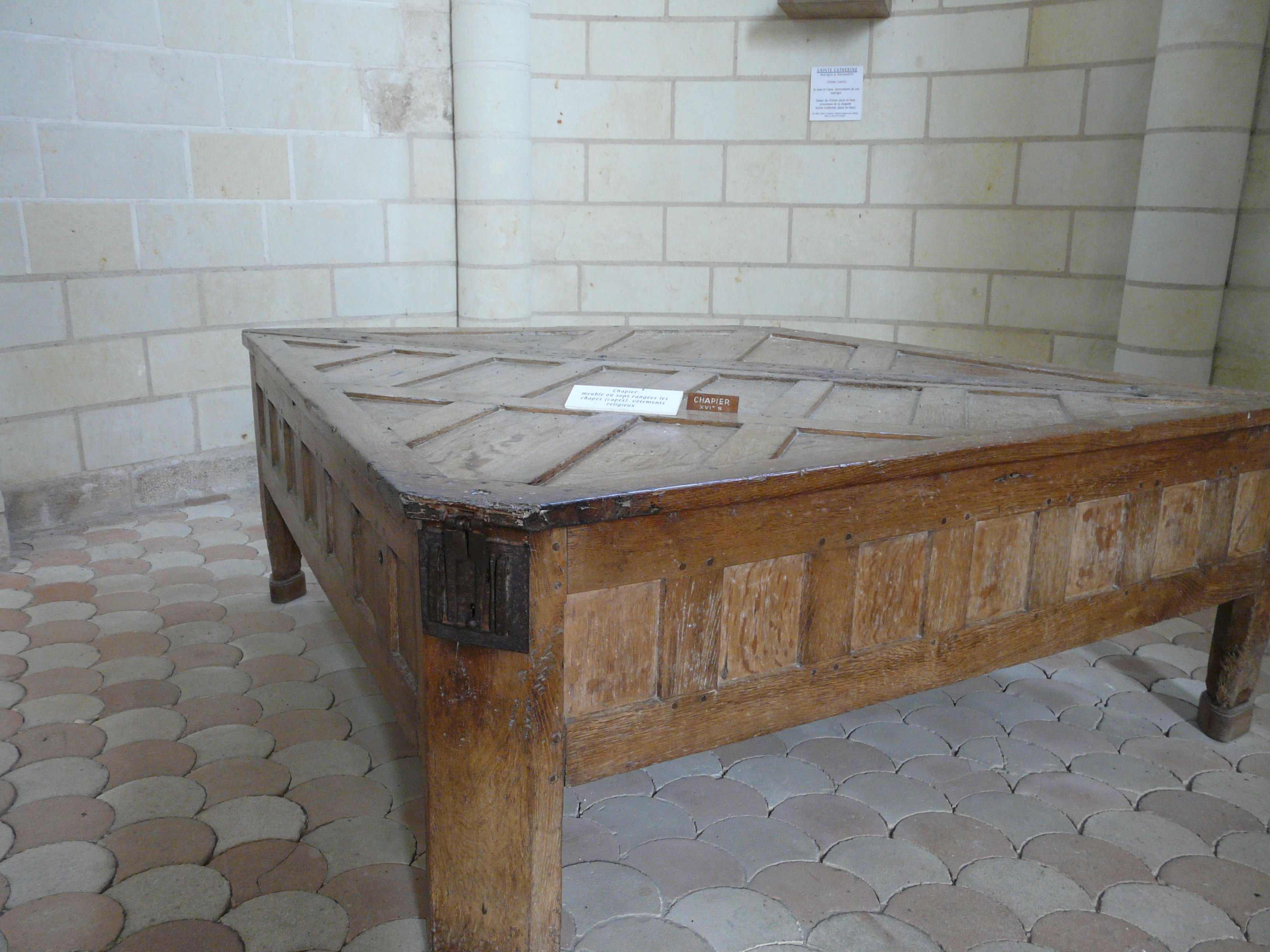
Chapier 15e.
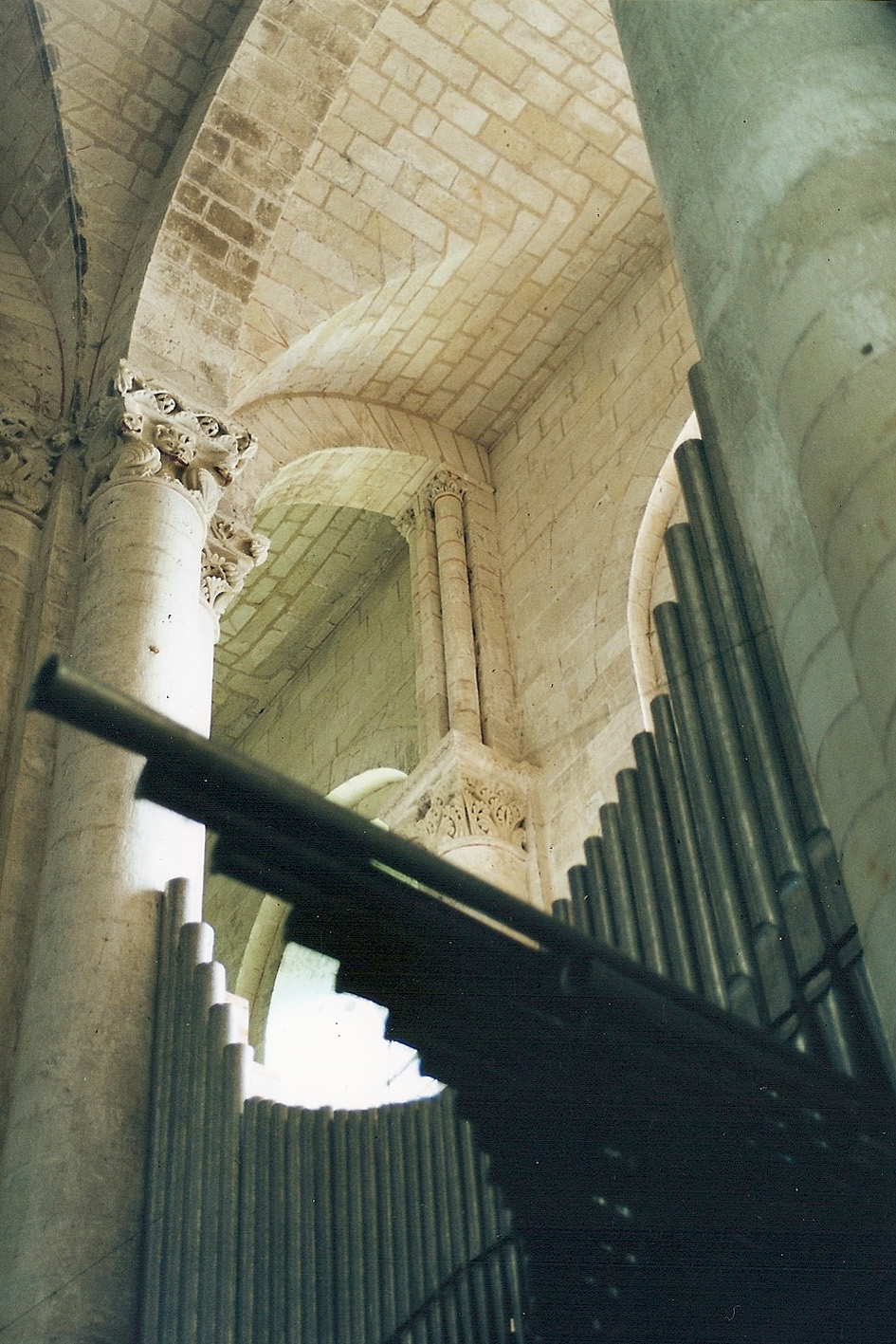
Orgue et tuyaux en chamade.